# NTW Plus

Aktuelles NTW Plus Senderlogo: ein grüner Kreis vor blauem Bildschirm mit dem Sendernamen darunter

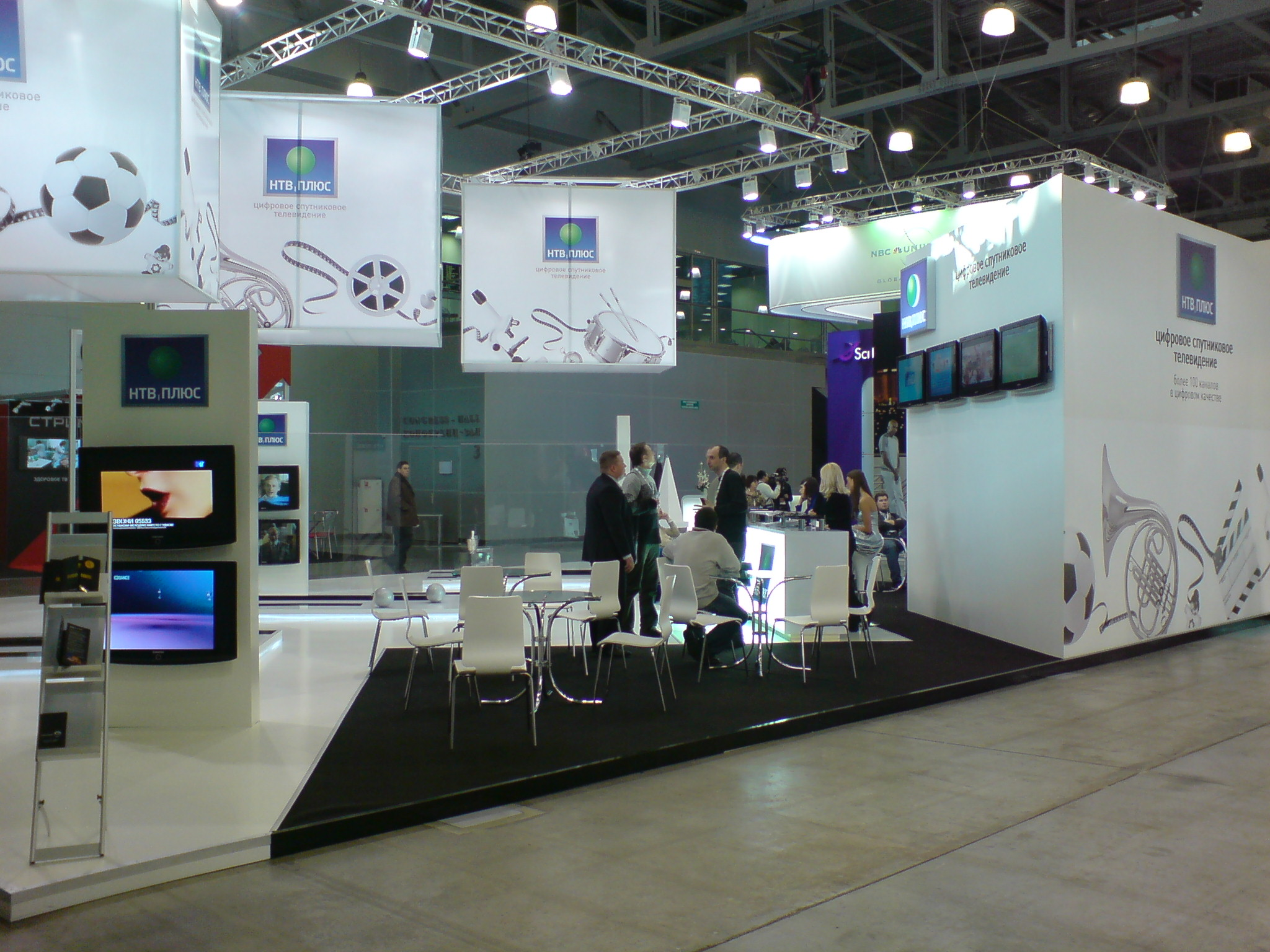
NTW Plus auf der CSTB-2009 Ausstellung (Februar 2009, Moskau)

Das alte NTW Plus-Senderlogo von 2007

NTW Plus, NTV Plus oder NTV+ (russisch НТВ-Плюс) ist eine russische Aktiengesellschaft, die auf dem Gebiet des digitalen Satellitenfernsehens tätig ist. NTW Plus ist der Markenname für das über Satellit ausgestrahlte Pay-TV von NTW. Die Satellitenprogramme werden über Eutelsat-Satelliten W4 auf 36,0°O und über Bonus 1 auf 56,0°O ausgestrahlt. NTW Plus war der erste Betreiber von Satellitenfernsehen in Russland. Der Betrieb wurde am 1. September 1996 aufgenommen.

## Organisation
Über eine Kette von Mutterunternehmen gehört NTW Plus dem russischen Gasmonopolisten Gazprom: NTW Plus gehört NTW, dieses gehört Gazprom-Media, was wiederum der Gazprombank gehört, die letztendlich Gazprom gehört, das im Mehrheitsbesitz des russischen Staates ist. Gazprom hat als größter NTW-Aktionär (2001: 46 %) auch die Kontrolle über NTW Plus.
Ursprünglich gegründet wurde NTW Plus als TV-Privatsender 1996 von Wladimir Gussinski als Teil seines verschachtelten Medienimperiums Media-Most Holding (russ. Медиа-Мост). 1996 hatte Gussinski die Lizenz für einen landesweiten Vollzeitsender erhalten, nachdem er ab 1993 bereits lokale Fernsehsender betrieben hatte. Der kostspielige Aufbau von NTW Plus und die russische Finanzkrise von 1998/99 brachten der Media-Most Holding so hohe Verluste, dass Gussinski dem Einstieg des finanzstarken Gazprom-Unternehmens bei NTW (und damit NTW Plus) zustimmen musste.
Die 1997 gegründete Media-Most ist seit 2000 im Besitz von Gazprom.
„Im November 2000 erhielt Gasprom für einen Kredit von 211 Millionen Dollar 25 % der Aktien von Media-Most und einen 16-prozentigen Anteil an NTW, wodurch sein Anteil an NTW auf 46 Prozent anstieg. Gleichzeitig erhielt Gasprom als Sicherheit 19 Prozent von Gussinskis persönlichem Anteil. Aufgrund einer gerichtlichen Entscheidung durfte Gussinski diese 19 % bei keiner Aktionärsentscheidung mehr einsetzen, wodurch er die Kontrolle über die Firma verlor.“
Mitverursacht wurde die Finanznot von NTW auch von der politischen Entwicklung der Medienlandschaft in Russland. Die russische Politik beschnitt seit Wladimir Putins Amtsantritt im Jahr 2000 den finanziellen Spielraum und damit die Freiheit der Massenmedien erheblich. So wurden u. a. die Kosten für die Übertragungsinfrastruktur für private Rundfunkanbieter etwa um das Dreifache angehoben und die vom russischen Informationsministerium beschlossene „Restrukturierung des Rundfunks“ – eine Neuordnung der Lizenzvergabe, entzog unabhängigen Rundfunk- und Fernsehsendern die Existenzgrundlage. Zusätzlich erließ Präsident Putin im September 2000 die „Doktrin für Informationssicherheit der Russischen Föderation“ (russ. „Доктрина информационной безопасности Российской Федерации“) der zufolge die Russischen Föderation das Recht hat die Medien daran zu hindern, durch unwahre und einseitige Informationen die nationale Sicherheit zu bedrohen.
NTW Plus ist einer der größten Betreiber von Satellitenfernsehen in Russland. Der Umsatz des Unternehmens betrug 2009 7,85 Mrd. Rubel und der Reingewinn: 707 Mill. Rubel. Das Unternehmen hat 1000 Mitarbeiter. Der Firmensitz ist in Moskau. Gegenwärtig (Juli 2010) ist Dimitrij Samochin (russ. Дмитрий Самохин) der Generaldirektor. Die Devise des Unternehmens lautet: „digitales Satellitenfernsehen“.
Ein Tochterunternehmen von NTV-Plus ist NTV Plus B.V. (Niederlande).

## Geschichte der Firma
Im Juli 1996 begann die Schaffung des ersten Satellitenfernsehbetreibers in Russland. Am 1. September begann die erste Ausstrahlung, mit der analogen, terrestrischen Ausstrahlung des Kanals Nasche Kino (russ. Наше кино/russ. für Unser Kino). Nasche Kino war der erste Kanal von NTW Plus – eine Eigenproduktion von NTW Plus. Bis Ende 1996 hatte der Betreiber 17.000 Abonnenten gewonnen. Ab Anfang 1997 wurden die Sendungen von NTW Plus kodiert ausgestrahlt. Ende des Jahres hatte die Firma 133.000 Abonnenten für ihre vier Kanäle: Nasche Kino, Mir Kino (russ. Мир кино/russ. für Welt des Kinos), NTW Plus Sport und Detski Mir (russ. Детский мир/russ. für Kinderwelt).
Ab dem 22. November 1998 begann die Ausstrahlung über Satellit, aus dem neu gebauten Sendekomplex in Skolkowo bei Moskau. Im Februar 1999 ging NTW Plus von der analogen zur digitalen Programmausstrahlung über. Dadurch wurde es möglich die Zahl der ausgestrahlten Programme von 5 auf 50 (30?) zu erhöhen. Im Dezember 1999 kam das Rebroadcasting von ausländischen digitalen Kanälen hinzu, die in zwei Sprachen gesendet wurden: Fox Kids, Discovery Russia und Animal Planet – sendeten in Russisch und Englisch, Euronews – sendete auf Englisch und Französisch.
Im Januar 2000 begann die Ausstrahlung der Kanäle Discovery-Adventure, Sci-Trek und Civilization in Russisch und Englisch. Am 25. Mai 2000 wurde noch ein Eutelsat-W4-Satellit gestartet. Dieser wurde die Hauptplattform für die Sendungen von NTW Plus und er erlaubte es auch das Ausstrahlungsgebiet, und damit die Senderreichweite, zu vergrößern. Im November 2000 erhielt NTW Plus die Auszeichnung TEFI (russ. ТЭФИ). Dieser russische Fernsehpreis der Russischen Akademie für Fernsehen wird jährlich im russischen Fernsehen verliehen. Von Januar bis Mai 2002 wurde auf dem sechsten Kanal anstelle des Fernsehkanals TW-6 in Moskau die Sendungen des Kanals NTW Plus Sport ausgestrahlt. Das geschah auf Bitten des Ministeriums der Russischen Föderation für Druckwesen, Fernseh-Radiosendungen und Massenkommunikationsmittel (russ. Министерства Российской Федерации по делам печати, телерадиовещания и средств массовых коммуникаций; kurz: МПТР/dt. MPTR) – heute die Bundesagentur für Druckwesen und Massenkommunikation (russ. Федеральное агентство по печати и массовым коммуникациям;kurz: Роспечать/Rospetschat).
Im Mai 2002 wurde in der Firma die Abteilung für wirtschaftliche Sicherheit gegründet, deren Hauptaufgabe darin bestand die „Piraten“ zu bekämpfen, die das kostenpflichtige verschlüsselte Programm illegal unverschlüsselt weiterverbreiten bzw. empfangen. Ab dem 1. Oktober 2002 gab es zwei neue Kinokanäle: Premiere und Kinoklub. Am 4. Oktober erhielt NTW Plus für seinen Sportsender NTV Plus Football den Hauptpreis bei den Hot Bird TV Awards. Ab dem 19. März 2003 begann der erste Prozess gegen Senderpiraten. In Beljow (Oblast Tula) drohte dem Vorstand eines lokalen Kabelnetzanbieters 5 Jahren Freiheitsentzug, da sie in ihrem Netz illegal die Kanäle von NTW Plus übertragen hatten.
Gegen Ende 2003 hatte die Firma 260.000 Abonnenten. 2004 Begann die Ausstrahlung der Kanäle NTW Plus Sport Online und Kinohit. Ende des Jahres gab es 360.000 Abonnenten. Die Firma ging zur Eigenfinanzierung – sie schrieb schwarze Zahlen.
2005 kamen die Kanäle Nasche nowoe Kino (russ. Наше новое кино/russ. für Unser neues Kino) und Kinosojus (russ. Киносоюз) hinzu. Im Oktober 2005 wurde das Tonsignal einiger Kanäle auf Dolby Digital 5.1 umgestellt.
2006 begann die Ausstrahlung der Kanäle NTW Plus Tennis, NTW Plus Nasch Futbol und NTW Plus Sport Klassika. Gegen Ende des Jahres über stieg die Zahl der Abonnenten die 500.000er-Marke. Im März 2006 begann die Ausstrahlung vom Satelliten Bonum 1 – einem eigenen Satelliten von NTW, der nach Sibirien und in den Fernen Osten strahlt. Dafür wurde speziell das Programmpaket NTW Plus Wostok (NTW Plus Osten) zusammengestellt. Im April 2007 wurde das erste Programmpaket in Russland mit HDTV-Kanälen geschnürt. Zu dem Paket gehörten: HD Kino, HD Sport und HD Life. Im September 2008 wurde der Dienst Kinodromund das Familienpaket eingeführt. Am 14. November 2008 erhielt das Unternehmen einen Spezialpreis bei den Hot Bird TV Awards, für das sich am dynamischsten entwickelnde Unternehmen der Branche.
Ab Oktober 2008 begann NTW Plus mit der Programmausstrahlung für die Ukraine. Dazu wurde ein Programmpaket mit 28 Kanälen geschnürt, das die Auslandsvarianten der russischen Fernsehkanäle umfasste.
Am 1. September 2009 begann die Ausstrahlung von Sport Plus. Im Oktober 2009 wurde der Kanal Kino Plus eingerichtet. Dieser Kanal wurde, ebenso wie der Kanal Sport Plus, in die Kabelnetze Russlands eingespeist, um Werbung für das eigene Unternehmen zu machen. Seit Februar 2010 bietet das Unternehmen auch Internetfernsehen an, Direktübertragungen von Sportereignissen können auf der Website des Unternehmens angeschaut werden. Am 22. Mai 2009 zeigt das NTW Plus als erste Fernsehgesellschaft Russlands ein Direktübertragung eines Sportereignisses im Stereoskopie-Format (3D TV). Die Abonnenten des Fernsehsenders und die Besuchers des Kinos „Oktober“ vom Kinobetreiber KARO-Film konnten das Finalspiel der UEFA Champions League der Saison 2010/2010 zwischen Bayern und Inter in 3D sehen. Für die nächste Zukunft plant NTW Plus einen eigenen 3D-Kanal einzurichten.

## Kanäle auf NTV Plus
Sport:
Boez, Eurosport, Eurosport 2, Extreme Sports Channel (englisch; russisch), KHL-TV, NBA TV, NTW Plus Classic Sport, NTW Plus Football, NTW Plus Our Football, NTW Plus Sport, NTW Plus Sport Online, NTW Plus Sport Plus, NTW Plus Tennis, Rossija 2, RTR Sport und Russki Extrim.
Nachrichten:
BBC World News (englisch), Bloomberg (englisch), CNN International (englisch), Euronews (englisch; russisch; frz.; dt.; span.; ital.), France 24 (frz.), Perwy Meteo, Russia Today (englisch), Russia Today (span.), Rusiya Al-Yaum (arab.), RBK und Westi.
Filme:
AXN Sci-Fi (englisch; russisch), Dom Kino, Fox Crime (englisch; russisch), Fox Life (englisch; russisch), Hallmark Channel (englisch; russisch), India TV, Komedija TV, MGM Channel, Mnogoserijnoe TV, NTW Plus Premiera, NTW Plus Kinochit, NTW Plus Kinoklub, NTW Plus Kino Plus, NTW Plus Nasche Kino, NTW Plus Nasehe Nowoe Kino, NTW Plus Kinosojus, Premjera, Sci Fi Channel (Russland), Sony Entertainment Television (englisch; russisch), Syfy Universal (englisch; russisch), Teleklub, TNT Film (englisch), Universal Channel (englisch; russisch) und Zone Romantica.
Musik:
La Minor, MCM (frz.), Mezzo TV (frz.), MTV Dance (englisch), MTV Rocks (englisch), MTV Russia, MTV Two, Russian Music Box, Musika Perwogo, Muz TV, RU.TV, VH1 Classic (englisch) und VH1 Europe (englisch).
Kinderprogramme:
Bibigon, Cartoon Network (engl.; russ.; 8 – 11 Uhr Moskauer Zeit), Detski Mir, Disney Channel, Gulli, Jetix Russia (engl.; russ.), Jetix Play (engl.; russ.), JimJam (engl.; russ.), Nickelodeon (engl.; russ.), Telenanja und Tiji TV.
Dokumentationen:
24 Dok, 365 Dnei TV, Animal Planet (engl.; russ.), Auto Plus, Discovery Channel (engl.; russ.), Discovery Science (engl.; russ.), Discovery Travel & Living (engl.; russ.), Discovery World (engl.; russ.), Gameland TV, Idealny mir, Interesnoe TV, Kto jest kto, National Geographic Channel (engl.; russ.), National Geographic Wild (engl.; russ.), Sakon TV, Sowerschenoe sekretno, Woina i mir und Fernsehsender.
Sonstiges:
3 Kanal Moskwa, Amazing Life, Bulwar TV, CCTV-4 (Mandarin), CCTV-4, CCTV-9 (englisch), Comedy TV, Domaschni, Fashion TV (englisch), Kuchnja TV, Kultura Telekanal, Mir, Nostalgija, NST, NTW, NTW Plus Infokanal, Park raswletschenij, Perwy kanal, Petersburg - Channel 5, Ren TV, Rossija 1, Spas, STS, Swesda, TDK, TNT, Tretij kanal, TV5 Monde (frz.),
TV Bulwar, TV Zentr, World Fashion Channel (englisch; russisch) und Zone Reality (englisch).
Pay-Per-View:
Kinorejs 1, Kinorejs 2 und Kinorejs 3
HDTV:
HD Sport, Eurosport HD, Discovery HD (engl.; russ.), HD Kino, HD Life und MTVNHD, National Geographic Wild HD (engl.; russ.).
nur in der Ukraine:
Perviy Kanal Ukraina, RTR Planeta, NTN, ICTV und NTW Mir
Pornokanäle:
Blue Hustler und Russkaja Notsch
Radio:
Echo Moskwy, Relax FM und Detskoe Radio